# فرنسيسكو خوسيه بيريز
فرنسيسكو خوسيه بيريز (بالإسبانية: Francisco José Pérez Pérez)‏ هو لاعب شطرنج إسباني وكوبي، ولد في 8 سبتمبر 1920 في فيغو في إسبانيا، وتوفي في 11 سبتمبر 1999.

## وصلات خارجية
- فرنسيسكو خوسيه بيريز على موقع مباريات الشطرنج (الإنجليزية)
- فرنسيسكو خوسيه بيريز على موقع 365Chess.com (الإنجليزية)
- فرنسيسكو خوسيه بيريز على موقع Chesstempo.com (الإنجليزية)
- فرنسيسكو خوسيه بيريز سجل أولمبياد الشطرنج على موقع OlimpBase.org (الإنجليزية)